# Moin

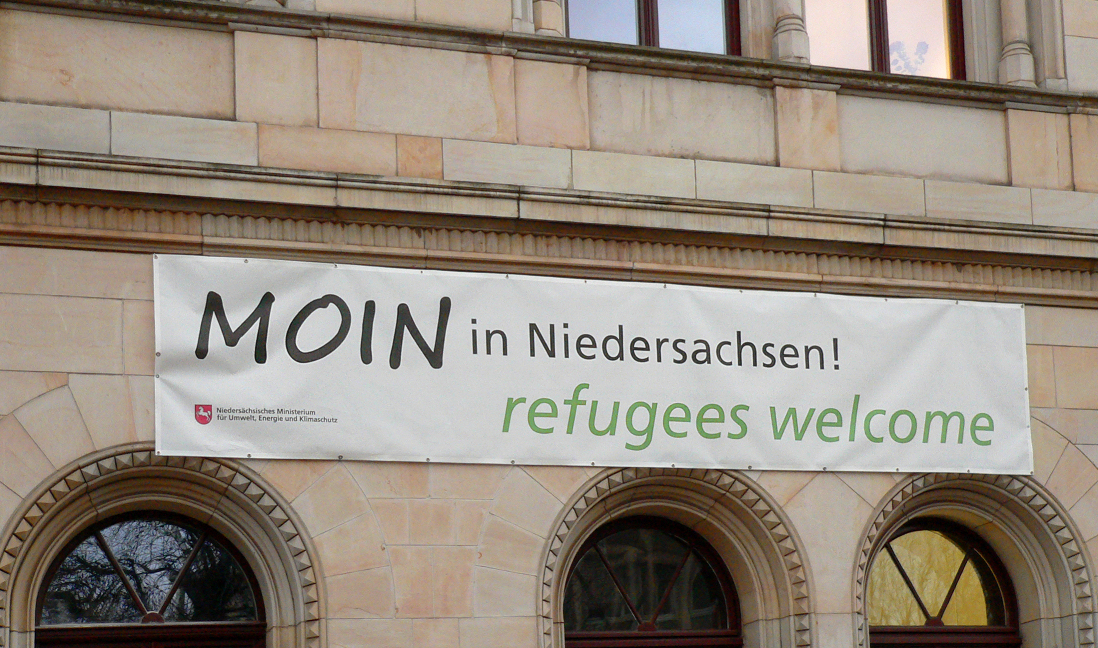
Transparent zur Begrüßung am Niedersächsischen Ministerium für Umwelt, Energie und Klimaschutz

Moin ist ein in Norddeutschland verbreiteter Gruß, der aber ebenso im Süden Dänemarks (Nordschleswig/Süderjütland; dort üblicherweise mojn geschrieben), im moselfränkischen Dialektraum in Rheinland-Pfalz und Luxemburg (meist in der Form Moien), immer häufiger in Ostwestfalen, sporadisch bzw. veraltend in der Schweiz, in den nordöstlichen Niederlanden (in Gebieten, in denen auch Niederdeutsch gesprochen wird u. a. als moi, moin, amoin, mojen) und im Norden Polens unter den Kaschuben (geschrieben mòjn) vorkommt. Als Variante ist moins, moinz in den Räumen Bern und Chur hinzuzurechnen. Dieser Gruß kann zu jeder Tages- und Nachtzeit verwendet werden.
Abweichende Schreibweisen sind neben der auch von Kurt Tucholsky verwendeten Mojn-Form zudem Meun (in den Werken Gorch Focks und im Plattdeutschen bei Georg Droste), Moi’n (B. Sonntag, 1889), (gun) Moign bei Otto Mensing, Otto Ernst Ludwig Frahm, der Moign auch als Abschiedsfloskel verwendet und später bei diversen anderen Schriftstellern.
Beiderseits der deutsch-dänischen Grenze wird moin (bzw. mojn) heute in allen ansässigen Sprachen samt deren Varietäten und Dialekten verwendet. Mittlerweile hat der Gruß vom Norden ausgehend auch in vielen anderen Teilen Deutschlands Verbreitung gefunden. Es gibt allerdings regional unterschiedliche Konventionen zur Verwendung, was etwa die Tageszeit, den formellen Aspekt oder die Verdopplung („moin moin“) betrifft.

## Spuren im 19. und beginnenden 20. Jahrhundert
Moin taucht 1924 im Hauskalender Ostfreesland auf. Dieser Hauskalender wird oft als erster schriftlicher Beleg für den Moin-Gruß gewertet. Schriftliche Spuren reichen aber weiter zurück, in Ostfriesland jedenfalls bis 1912.
In der Schreibweise Meun verwendete der Hamburg-gebürtige Schriftsteller Gorch Fock zu Beginn des 20. Jahrhunderts in mehreren seiner Werke (unter anderem in Hein Godenwind de Admirol vun Moskitonien 1911) das Grußwort und übersetzt den Gruß mit Guten Morgen. Die Meun-Schreibweise verwendete auch der Bremer Georg Droste. Der Hamburger Otto Ernst und der Stormarner Ludwig Frahm bevorzugten in ihren Werken (Ernst unter anderem in Die größte Sünde 1895 und Die Kunstreise nach Hümpeldorf 1905; Frahm in Minschen bi Hamborg rüm 1919) die Schreibweise Moign. Arno Holz und Oskar Jerschke verwendeten Moin in ihrer tragischen Komödie Traumulus (1905) und ebenfalls in Gaudeamus! (1908). Holz und Jerschke lebten in dieser Zeit in Berlin, wohingegen Heinrich Bösking, der ebenfalls 1908 Moin in De Lüde von’n Diek benutzte, aus Bremen stammte. Für die Insel Helgoland ist 1909 neben den Grußformeln gu’n Morjen und gud Morjen auch Moin belegt. In den Norden Schleswig-Holsteins soll der Gruß um 1900 als Kurzgruß Morgen durch Handwerker, Händler und Wehrpflichtige aus Berlin importiert worden sein, nach Karen Margrethe Pedersen durch Handwerker, Händler und Dienstboten aus Berlin und brandenburgischen Städten. Im nordschleswigschen Hovslund (deutsch: Haberslund), ca. 3 km nordwestlich von Hovslund Stationsby und nördlich der Stadt Rødekro (deutsch: Rothenkrug), sei der Gruß 1908 oder 1909 mit Arbeitskräften angekommen. In der Folge soll der Gruß in Nordschleswig in den 1930er Jahren unter jungen Leuten derart beliebt gewesen sein, dass Kritiker ein Mojn-Verbot forderten, und noch in den 1960er Jahren hieß es im süddänischen Dialekt Sønderjysk: „Mojn er forbojn“ („Moin ist verboten“).
In einigen Städten und Regionen der Schweiz (Basel, Bern, Biel, Bündner Rheintal, Frauenfeld, Freiamt, Zürich) ist der Gruß Moin laut Anna Zollinger-Escher im späten 19. und frühen 20. Jahrhundert vor allem unter Arbeitern, Schülern und Studenten belegt; in Zürich taucht er etwa 1875 auf. Diese Grußformel verschwand in der Schweiz aber an den meisten Orten wieder; Ausnahmen sind das Moin in der Region Interlaken (Bödeli) und das Moi(n) in Graubünden. Der Berliner Germanist Richard Löwe beschreibt 1891 moin als „vulgärdeutsch“ und als „gewöhnlichste Form für guten Morgen“. Dieses klingt nicht nach einem räumlich eng begrenzten Bekanntheitsgrad des Moin-Grußes zu jener Zeit; der Gruß Moin findet dementsprechend auch in den 1880er und 1890er Jahren in etlichen Publikationen Erwähnung, wie beim Schweizer Ernst Tappolet 1895 (mit These einer Verkürzung von guten Morgen über gut-morn und gt-moin), bei Georg von der Gabelentz 1891 oder auch bei Hugo Ernst Mario Schuchardt 1885 (ebenfalls mit These einer Verkürzung von Guten Morgen nach G’Moin und G’Mo).
1886 und 1887 griffen dänischsprachige Werke bereits Schuchardts Verkürzungsthese auf. 1889 schrieb B. Sonntag in der Gartenlaube: „Studenten und jüngere Offiziere haben das Vorrecht, den abgekürzten Gruß „guten Morgen“ noch zu verkürzen und zu allen Tages- und Nachtzeiten einander ihr ‚Moi’n! Moi’n!‘ zuzurufen.“  Für das an Ostfriesland angrenzende Ammerland (wo Oldenburger Platt, nicht Ostfriesisches Platt gesprochen wird) liegt ein Beleg aus dem Jahre 1888 vor, in dem Moin als Verkürzung des Guten Morgen-Grußes dargestellt wird. Noch früher, nämlich 1828, sind Moin und Moin! – Moin! im Berliner Conversations-Blatt für Poesie, Literatur und Kritik (als Gruß unter Offizieren) zu finden. Auch in diesem Text wird Moin! mit Morgen! erklärt.
Nach diesem Stand existieren erste Belege für das Auftreten in Ostfriesland 1924, für das in Hovslund (Haberslund) und für das auf Helgoland 1909, wohl für das in Bremen 1908 (Heinrich Bösking), für das in Hamburg 1895 (Otto Ernst: Die größte Sünde), für das im Ammerland 1888, für das in Zürich um 1875 und für das Auftreten in Berlin bereits 1828.
Außerhalb des geschlossenen deutschsprachigen Raumes sind Moj’n! wie auch Moj’n! Moj’n! schon 1904 für die lettische Hauptstadt Riga als Gruß und Abschiedsgruß der damaligen deutschbaltischen Bevölkerung der Stadt belegt; aus Dorpat (Estland) wurde 1930 Moin als Ganztagesgruß gemeldet.

## Herkunft
Die Existenz des Grußwortes Moin ist seit knapp 200 Jahren nachweisbar. Ein Auftreten des Grußes ist in der Vergangenheit nicht nur auf den norddeutschen Raum beschränkt gewesen, sondern trat unter anderem auch in der Schweiz und in Berlin auf. Unter Hinzurechnung von ähnlichen Grußformeln wie unter anderen Morn, Moi, Mui, deren Verwandtschaft mit Moin vermutet wird, aber nicht eindeutig belegt ist, kämen Gebiete in europäischen Ländern hinzu. Das Grußwort hat seit den 1970er Jahren seine (Wieder-)Ausbreitung in Norddeutschland begonnen – in einer Zeit, in der Belege auch für Luxemburg, Westfalen, der Schweiz und dem Berliner Umland vorliegen. Inzwischen ist der Gruß nicht nur im Norden bekannt, sondern bis in den Süden Deutschlands verbreitet.
Die Etymologie bleibt demgegenüber trotz vieler Abstammungserklärungsversuche letztlich im Dunkeln. Neben Friesisch und Plattdeutsch kommen auch andere Sprachen (z. B. Niederländisch), Mundarten (z. B. das Berlinerische) oder Soziolekte (z. B. die von Studenten, Soldaten, Seeleuten) als Wurzel in Betracht.
Um 1900 gab es sechs voneinander getrennte Gebiete, in denen das Grußwort bekannt war: der Landesteil Schleswig in Schleswig-Holstein einschließlich des heutigen dänischen Teils, der Hamburger Raum, die relativ isoliert gelegene Insel Helgoland, das Gebiet zwischen Dollart und Weser (Ostfriesland, Ammerland, Bremen und andere), der Berliner Raum und die deutschsprachige Schweiz. Einschließlich Rigas waren es deren sogar sieben. Ein Vorkommen in weiteren Gebieten zu dieser Zeit ist anzunehmen. Voneinander unabhängige Entstehungen sind nicht völlig auszuschließen.
- Eine plattdeutsche Herkunft, wonach es von moi „angenehm, gut, schön“[49][50][51] käme, wird vielfach angenommen, so auch vom Niedersächsischen Wörterbuch. Dieser Etymologie hat sich inzwischen, neben anderen, die Duden-Redaktion[52] angeschlossen; nach dem Duden sind die Wurzeln im ostfriesischen mōi und im mittelniederdeutschen mōi(e) zu finden.[53]
  - Für eine Herkunft aus dem Niederdeutschen und Friesischen dürfte sprechen, dass Moin (und Moin Moin) als Grußformel bis in die 1970er Jahre fast nur im Norden Deutschlands verwendet wurde und hier vor allem in Ostfriesland, im Emsland, in Hamburg sowie im Oldenburger Land und in der nordfriesischen Region Schleswig-Holsteins sowie im Raum Flensburg eine Dominanz besaß; es mangelt allerdings am Nachweis eines Entstehens (unabhängig von möglichen parallelen Entwicklungen) in diesen Regionen. In den anderen Regionen Schleswig-Holsteins hingegen stand Moin teilweise zur üblichen informellen Grußformel „Tach!“ in Konkurrenz, teilweise wurde das Wort überhaupt nicht gebraucht (im Osten des Landesteils Holstein). Im Jahr 1977 ergab eine Untersuchung, dass am Nachmittag beim Betreten eines Geschäftes Moin auf der Insel Borkum sowie in den Städten Tönning, Husum, Flensburg,  Schleswig, Eckernförde, Emden, Aurich, Leer, Cloppenburg und Delmenhorst üblich war,[54] womit im Jahr 1977 für zwei Ausbreitungsgebiete der Gebrauch nicht nur morgens zu konstatieren war: zum einen im nördlichen Landesteil Schleswig Schleswig-Holsteins, zum anderen in Ostfriesland und angrenzenden Gebieten. In Luxemburg wurden zu dieser Zeit allerdings Moin und Moiën auch schon ganztags als Gruß benutzt.[55] Die älteren Ostfriesen selbst sind davon überzeugt, dass „Moin“ die zusammengezogene Form des Grußes „Moi’n Dag!“ = „Schönen/guten Tag!“ sei, denn „Moi“ ist ein oft gebrauchtes Wort im ostfriesischen Platt für „schön“ oder „gut“. Auch ist „Dat is moi“ eine oft verwendete Redewendung im ostfriesischen Platt und wird mit derselben Bedeutung auch in den Niederlanden („mooi“) gebraucht, mit deren Sprache, zum Beispiel im Groninger Land, das ostfriesische Platt sehr eng verbunden ist. Auch das Niedersächsische Wörterbuch erklärt moin als elliptisch für mōien Dag.[56]
  - Gegen die Herleitung von Moin aus dem ostfriesisch-niederdeutschen mōj könnte allerdings die Tatsache sprechen, dass Moin das einzige Wort dieser Sprache ist, das den kurzen oi-Diphthong aufweist, der aufgrund phonologischer Gesetzmäßigkeiten nicht aus -ōj- hergeleitet werden kann. Dieses Problem kann allerdings seine Erklärung darin finden, dass Moin als elliptische Partikel anderen Betonungsverhältnissen im Satz unterliegt denn als gewöhnliches Adjektiv.[57] Zu bedenken ist auch, dass das Verbreitungsgebiet von mooi für „schön, angenehm“ im Niederdeutschen auf dessen nordwestlichen Rand begrenzt ist und in den anderen Gebieten Norddeutschlands unbekannt war,[58] womit einer nicht gesetzmäßigen Verkürzung des Diphthongs außerhalb desjenigen Raums, wo mooi autochthon ist, kaum etwas entgegenstand.
  - Gegen die Herleitung aus dem Niederdeutschen Ostfrieslands könnte auch sprechen, dass dieser etymologische Ansatz dem mutmaßlichen Entstehungsgebiet angepasst zu sein scheint und dem Hauskalender Ostfreesland von 1924 dabei vielfach (auch von Sprachwissenschaftlern) die Rolle eines ersten Beleges zugeschrieben wurde. Dieser Deutungsansatz ist gegenüber den älteren aus dem 19. und frühen 20. Jahrhundert ein recht junger aus den frühen 1980er Jahren;[59] einer der Belege für Moin ist immerhin schon knapp 100 Jahre älter als dieser Hauskalender, stammt aus Berlin und erklärt den Gruß als Morgengruß (s. o.). Eher geeignet als der Hauskalender von 1924 wäre der Beleg aus dem Ammerland von 1888 (s. o.), eine Entstehung im Nordwesten des heutigen Bundeslandes Niedersachsen nahezulegen.
  - Die Verdoppelung zu Moin Moin (in Luxemburg: Moimoin) sei möglicherweise direkt aus dem friesischen moi moren entstanden, wird ebenfalls argumentiert. Der letzte Teil morn (Morgen)[60][61] bekäme in dieser Verwendung dann also die Bedeutung „Tag“, oder, wie der Norddeutsche gerne zu grüßen pflegt, Tach. Auffindbar ist die Verdoppelung hingegen bereits 1828 im Berliner Conversations-Blatt für Poesie, Literatur und Kritik (s. o.). Vielfach wird argumentiert, dass das Wort nicht von Morgen oder Guten Morgen abstamme. Es wird aber von Nicht-Friesen meist als Bildung aus Guten Morgen (→ Morgen → Morjen → Mojen → Mojn → Moin) empfunden.
- Andere wiederum bevorzugen eine direkte Herkunft aus Guten Morgen (bzw. Morjen).[62]
  - Küppers Wörterbuch der deutschen Umgangssprache[63] diagnostiziert Soldatensprache um 1900, es sei aus „Morgen“ zusammengezogen und bedeute einen „Begrüßungsruf am Morgen“. Tatsächlich existieren mehrere Indizien für eine Herkunft aus dem Soldatenmilieu. Der angegebene Zeitpunkt ist aber widerlegbar; der erste Beleg stammt bereits aus dem Jahre 1828 (s. o.).
  - Auch in den frühen Belegen aus dem 19. Jahrhundert (unter anderem B. Sonntag, Br. v. Braunthal, Hugo Schuchardt, Ernst Tappolet; s. o.) wird der Gruß Moin! mit (Guten) Morgen! erklärt oder aus Guten Morgen abgeleitet. Anna Zollinger-Escher (s. o.) wertet das Auftreten in der Schweiz als Nachahmung des berlinerischen ‚(guten) Morgen‘; Paul Geiger und Richard Weiss schreiben 1951 ebenfalls zum Auftreten in Städten der Ostschweiz, moin! sei eine Anleihe aus dem Berliner Grosstadtjargon.[64][65] Gleiches wird auch für den nördlichen Teil Schleswig-Holsteins behauptet (s. o.). Außer den (angeblich) aus dem Berliner Raum stammenden Morgengrußformeln als Ursprung des Moins ist auch an die regionalen niederdeutschen zu denken (unter anderem Morgen, Morn, Mornk). Das im Schleswig-Holsteinischen Wörterbuch genannte, wohl auch im südlichen Teil des deutschen Sprachraumes vorkommende[66] und auch von Otto Ernst und Ludwig Frahm verwendete (gun) Moign könnte für diese Theorie als Zwischenstufe und damit als Beleg gewertet werden. Quellen zu Moin tauchen aber aus Zeiten vor Erscheinen des Bandes auf. Wieder andere versuchen, die geographische Herkunft aus Ostfriesland mit der etymologischen Herleitung aus Morgen zu verbinden, indem sie von einer Übernahme und eigenwilligen Umformung eines Morjen („Guten Morgen“) preußischer Verwaltungsbeamter in ausgehen. Auch für den mehrsprachigen Landesteil Schleswig in Schleswig-Holstein wird ein direkter Import des kurzen Grußes Morgen aus dem Berliner Raum um 1900 (wo allerdings, s. o., es auch ein Moin gab) mit anschließender dialektaler Anpassung behauptet.[67] Alles in allem ist auch für eine Herleitung von Morgen die Datenlage insgesamt zu gering.
- Ungesichert ist die Etymologie des bündnerischen Grußes Moi und Moi-zäme (zäme für „zusammen“, in schweizerdeutschen Mundarten übliche Pluralbildung bei Grußformeln). Eine eigenständige isolierte Grußformbildung ist kaum anzunehmen, das Wort fehlt im Schweizerischen Idiotikon. Vielmehr ist mit einem Überbleibsel aus dem 19. und Anfang des 20. Jahrhunderts zu rechnen (vgl. dazu Anna Zollinger-Escher oben). Im Berner Raum existierten anscheinend bis in die 1950er oder 1960er Jahre hinein noch die Grußformeln Moin(s) und Moin(s) zäme,[68] wohl auch in Städten der Ostschweiz (Paul Geiger/Richard Weiss, s. o.); in der Region Interlaken (insbesondere im Bödeli) haben Moin, Moin zäme und auch Moin Moin sogar durchgängig bis heute Bestand.[69] Aus dieser Region kommt auch eine weitere Herkunftsdeutung hinzu: Moin sei aus dem englischen (good) morning entlehnt worden.[70] In der Schweiz existieren auch die Grußformeln Hoi und Hoi zäme, zu denen allerdings kein etymologischer Zusammenhang besteht, da Hoi nachweislich auf einen Treiberruf zurückgeht (siehe den Artikel Hoi (Interjektion)) und im Übrigen Hoi und Moi(n) in der Schweiz nicht in den gleichen Gebieten üblich sind.
- Unklar ist auch die Herkunft von Moin (Moiën, Moien) in Luxemburg; das Luxemburger Wörterbuch (s. o.) weist einerseits auf eine (nicht mehr an eine Tageszeit gebundene) Entstehung aus Muergen („Morgen“) hin und andererseits darauf, dass Moin und Moiën veraltet Synonyme für Prosit waren. Für den Luxemburger Sprachwissenschaftler Sam Mersch ist Moi(e)n ein „ererbtes Wort aus dem mittelalterlichen Moselfränkischen“ in der Bedeutung Morgen und als Gruß auch Resultat einer sprachlichen Vereinfachung.[71] Im Kinderspiel Giisch(t) (auch: Giischmei) ist Moin im Südwesten Luxemburgs zudem eine Antwort.[72] In Luxemburg wird der Gruß sowohl im Deutschen wie im Luxemburgischen (neben Bonjour) verwendet; der explizite Morgengruß heißt Gudden moiën.[73]
- Gewisse Indizien könnten nach Berlin als Ausgangspunkt des Moin-Grußes führen. Für Berlin ist eine Existenz bereits 1828 belegt (s. o.). Die Etymologie des Grußes bliebe dann aber weiterhin ungeklärt: Ursprung im Berlinerischen (Mo(r)jen), Wort eines Soziolekts (nach dem Text von 1828 ist es ein Gruß unter Offizieren), Import aus dem Berliner Umland (in einem Wörterbuch des seit 1986 ausgestorbenen Telschet Platt von 1956[74] ist das Wort aufgeführt)?
- Mehrfach wird auch ein Soziolekt indiziert, wobei vor allem mehrere Hinweise auf Soldaten (Offiziere; s. o. schon zu Küppers Wörterbuch), Studenten und Kinder (Schüler) existieren.

## Verwendung
Moin wird innerhalb des deutschen Sprachraumes insgesamt verwendet:
- als Grußwort am Morgen (inzwischen überregional)
- als Grußwort den ganzen Tag über (regional, vor allem in Teilen Norddeutschlands, in Luxemburg und in Teilen der Schweiz)
- als Abschiedsgruß (regional, in Teilen Norddeutschlands, in Teilen der Niederlande und in Süd-Dänemark)
- als Grußerwiderung[75]
- als Trinkspruch (regional, zumindest im Landesteil Schleswig des Landes Schleswig-Holsteins; veraltet in Luxemburg)
- als Standardantwort des Kinderspiels Giisch(t) (Giischmei) (im Südwesten Luxemburgs)
- in der Verbindung Moin dokter im Gronings, einem Dialekt der niederdeutschen Sprache in den Niederlanden, als Ausruf der Verwunderung oder des Erschreckens

Im Gegensatz zum niederdeutschen goden Morgen wird Moin in vielen Regionen Norddeutschlands traditionell den ganzen Tag über verwendet, in anderen, in denen der Gruß erst in jüngerer Zeit üblich oder wieder üblich wurde, hingegen meist nur am (frühen) Morgen. Ähnlich wie das Moin in Norddeutschland werden das luxemburgische Moin und Moiën nicht nur als „guter Morgen“-Gruß gebraucht, sondern im ganzen Tagesverlauf verwendet.

## Abwandlungen des Grußes
Abgesehen von abweichenden Schreibweisen existieren auch Abwandlungen des Moin-Grußes:

### Moin Moin, Moinmoin

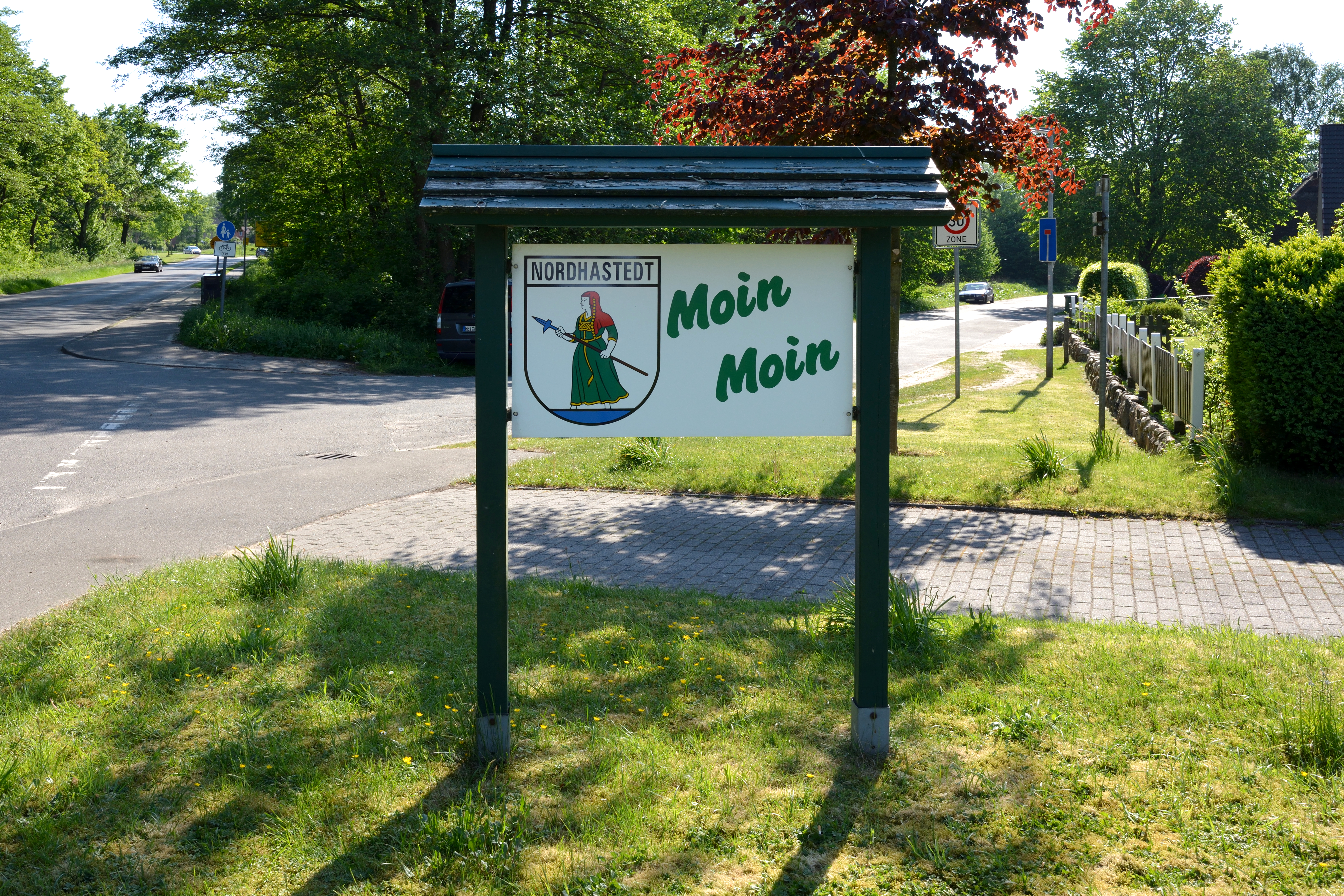
Ortseingang Nordhastedt

Der Doppelgruß Moin Moin (auch Moinmoin) ist bereits 1828 in Berlin belegt (s. o.). Heute wird der Doppelgruß vor allem in Norddeutschland, aber auch in angrenzenden Regionen wie in Nordschleswig (teilweise in anderen Schreibweisen) und in Ostwestfalen (hauptsächlich unter Jugendlichen) als Gruß benutzt. In Norddeutschland und Nordschleswig wird in einigen Gegenden „Moin“ und „Moin, Moin“ analog dazu auch zur Verabschiedung und teilweise als Trinkspruch benutzt. Vielfach wird Moin Moin als Grußerwiderung auf den Gruß Moin angewendet. Im westlichen Teil Nordschleswigs (Dänemark) wird der Doppelgruß (unter anderem Mojn Mojn) fast ausschließlich als Abschiedsgruß verwendet.

### Moinsen
Inzwischen wird umgangssprachlich, vor allem unter Jugendlichen in Norddeutschland, auch Moinsen verwendet. Die Herkunft ist unklar.
Vermuten lässt sich hierbei ein ironischer Hinweis auf die zahlreichen, mit „-sen“ endenden Namen in Norddeutschland, wie Petersen, Hansen, Jensen usw. oder eine Anknüpfung an typische „-sen“-Erweiterungen von Wörtern in der niederdeutschen Sprache.
Moinsen findet im gleichen Zusammenhang wie Moin Anwendung, teilweise aber auch speziell wenn:
- mehrere Leute auf einmal angesprochen werden (Moinsen als Kurzform für „Moin zusammen“)
- das Moin besonders betont werden soll („ich grüße Dich besonders herzlich“)
- auf ein Moin geantwortet wird („Moin zurück“).

### Moin zäme, Moins zäme, Moi-zäme, Moinz
Die Erweiterung zäme in den schweizerischen Grußformeln Moin zäme, Moins zäme, Moi-zäme bedeutet „zusammen“ und wird auch bei anderen Grußformeln benutzt. Bei Moinz handelt es sich um eine Pluralform, die zumindest für die Bündner Stadt Chur belegt ist.

### gun Moign
Im Erhebungszeitraum zum Schleswig-Holsteinischen Wörterbuch ab 1902 wurde aus einem Teilgebiet Schleswig-Holsteins als Gruß gun Moign gemeldet. Zu dieser Zeit existierte im Norden des Landes (Landesteil Schleswig einschließlich des heutigen Nordschleswigs) auch bereits Moin/Mojn (s. o.) und ebenfalls auf Helgoland (s. o.), wo zugleich ein Gu’n Morjen und ein Gud Morjen anzutreffen war. Weitere gemeldete Formen bei Entstehung des Schleswig-Holsteinischen Wörterbuchs waren unter anderen Morgen, Morn, Mornk, Mornt und nach einer anderen Quelle grüßte man sich 1898 morgens auf Sylt mit gur mêern! – die Grußerwiderung lautete mêern gur! Ein Hinweis auf die Grußformel A guun Moign existiert aus der Oberpfalz (s. o.).

### Morn, Moi
Nicht gesichert ist, ob Grußformeln wie Morn und Moi (Moj, Mui) als Varianten des Moin-Grußes interpretiert werden können. Morn ist als regionaler expliziter Morgengruß des Niederdeutschen bekannt und ist außerdem außerhalb des deutschen Sprachraumes in Norwegen (als Ganztagesgruß), Schweden (als Morgengruß) und Dänemark (in der Aussprache des God morgen sowie in schriftlichen Verkürzungen des Morgengrußes) anzutreffen. Moi findet man im Bündnerdeutsch und außerhalb des deutschen Sprachraumes in den Niederlanden und Finnland (siehe folgenden Abschnitt). Mui im äußersten Nordwesten Deutschlands, im Rheiderland, als Grußformel überwiegend unter Männern benutzt.

## Außerhalb des deutschen Sprachraumes
Außerhalb des deutschen Sprachraumes trifft oder traf man in den Niederlanden, in Finnland, Lettland, Polen, Norwegen, Schweden und Dänemark auf ähnliche oder gleiche Grußformeln.

### Norwegen
Sprachgeschichtlich verwandt mit „Moin“ sei der norwegische Gruß morn, der nach Ansicht vieler Skandinavisten aus dem Mittelniederdeutschen der Hanse stammt; eine Verkürzung des Wortes morgen zu morn ist jedoch auch in oberdeutschen Dialekten anzutreffen, teilweise auch im Niederdeutschen (alternativ zu Moin am Vormittag) wie auch im Englischen (Morgen, Dämmerung, Tagesanbruch usf.) und Alt- sowie Mittelenglischen (morn(e) „Morgen“).  Im Gegensatz zu god morn oder god morgen „guten Morgen“, das in Norwegen nur am Vormittag angebracht ist, ist morn informeller und kann den ganzen Tag bis in die Nacht (z. B.: statt god aften „guten Abend“) verwendet werden.

### Schweden
Im Gegensatz zu Norwegen wird in Schweden morn regional als Verkürzung von morgon nur als Morgengruß verwandt.

### Dänemark
Außer dem Mojn (auch: Moin, Møjn, Måjn) in Nordschleswig (siehe bereits oben) gibt es in Dänemark gebietsweise diverse Verkürzungen des dänischen Morgengrußes god morgen (ausgesprochen: go morn): go’ morgen, go’ morn, morgen, morn usf. Go’morn ist beispielsweise auch der Titel eines kurzen Weckliedes des dänischen Sängers Kristoffer Bøhrs.
In Nordschleswig ist der Gruß Mojn seit 1908 oder 1909 bekannt (s. o.), war aber nach 1920 dort verpönt (s. o.). Richtig in Mode kam das Mojn in Nordschleswig erst wieder Mitte der 1970er Jahre, ausgelöst durch einen Slogan der Stadt Sønderborg (deutsch: Sonderburg) „Mojn - vi ses i Sønderborg“ und durch einen Schlager „Mojn“ von Valdemar Rasmussen, der in Tønder (deutsch: Tondern) aufwuchs. Zusätzlich zu der Schreibweise Mojn in dieser Region gibt es auch im Südjütischen die Form Møjn, veraltet auch Måjn, im Deutschen auch Moin.
Hinweise deuten darauf hin, dass der Gruß Mojn sich im Land mittlerweile ausdehnt und auch Kopenhagen erreicht hat. Dort soll der Gruß im Gegensatz zum Gebrauch im westlichen Teil Nordschleswigs, wo Mojn fast nur als Abschiedsfloskel dient (man begrüßt sich in Nordschleswig meistens mit hej oder daw/dav; im östlichen Teil öfters als im westlichen auch mit mojn/møjn/moin), auch zur ganztägigen Begrüßung verwendet werden. Auch kommt als Abschiedsfloskel wie auch Begrüßung in Nordschleswig das doppelte Mojn Mojn vor.

### Finnland
In Finnland finden moi (schwedischsprachige Schreibweise: moj) als Begrüßung bzw. moi moi (moj moj), als Verabschiedung Anwendung. Seltener werden auch die Varianten Mojn (Moin) und (zumindest regional im Åboland) Moin moin (bzw. Mojn mojn) verwendet. Weitere Formen sind moins, morjens, morjes, moro und moikka. Mikko Bentlin sieht für diese finnischen Grußwörter den Ursprung im Einfluss der niederdeutschen auf die finnische Sprache.

### Niederlande
In den Niederlanden werden gleiche und ähnliche Grußformeln in den niederländischen Dialekten der niederdeutschen Sprache  (Standard: moi – ein Ganztagesgruß) als auch im holländischen Dialekt von West-Friesland (Provinz Nordholland) (môj) verwandt. In der eigentlichen (west)friesischen Sprache ist der Terminus jedoch völlig unbekannt und man benutzt hingegen das Wort „Morgen“ (moarn), sofern man nicht auch moarn – ähnlich wie morn – in einem möglichen Kontext zu moin sieht. Neben moi sind regional unterschiedliche Varianten vor allem des Niederdeutschen bekannt, wie beispielsweise moj, moin, moie(n), mojje(s) und das modische amoi(n). Die genaue Anwendung (Begrüßung, Abschied etc.) unterscheidet sich dort ebenso regional; teilweise wird der Gruß als Begrüßung sowohl als Abschiedsgruß verwendet (Provinz Groningen). In Gronings ist Moin dokter! auch ein Ausruf der Verwunderung oder des Erschreckens, vergleichbar dem Jesus Maria (und Josef)! in deutschsprachigen Regionen. Die Variante moin ist in den an Deutschland angrenzenden Regionen Drenthe, Twente und dem Achterhoek anzutreffen. Der in den Niederlanden weit verbreitete Gruß hoi ist jünger als moi und hat vor allem im städtischen Bereich das Wort moi verdrängt.

### Lettland
In Lettland wurde Mitte des 20. Jahrhunderts der Gruß Moins unter männlichen Bekannten verwendet; die lettische Schriftstellerin Anna Brigadere benutzte 1933 in Akmeņu Sprostā die Grußformel Mojn, mojn. Für die damalige deutschsprachige Bevölkerung Rigas sind sowohl Moj’n! als auch der Doppelgruß Moj’n! Moj’n! bereits 1904 als Begrüßung und als Abschiedsgruß vor allem in Kaufmannskreisen, unter guten Bekannten und bei jungen Leuten belegt. Rund 70.000 Einwohner der Stadt sprachen zu jener Zeit Deutsch.

### Estland
Karl Prause berichtete 1930 vom Gebrauch des Wortes Moin als Ganztagesgruß der deutschsprachigen Bevölkerungsgruppe Dorpats (Tartu). Über 3.000 Bewohner der Stadt gehörten damals der deutschen Bevölkerungsgruppe an.

### Polen
Im Norden Polens verwendet die kaschubischsprachige Bevölkerung (rund 110.000 aktive Sprecher, rund 300.000 mit passiven Sprachkenntnissen) die Grußformel mòjn.

## Sonstiges
Moin ist auch in der Deutschen Marine üblich  und als halbformelle Grußformel anerkannt, weil kameradschaftsfördernd. Auch bei Führungskräften aus Wirtschaft und Politik wird der Gruß benutzt, der frühere schleswig-holsteinische Ministerpräsident Björn Engholm hat Moin sogar als „die genialste Wortschöpfung aller Zeiten“ bezeichnet. Auch die ehemalige Ministerpräsidentin Heide Simonis verwendete den Gruß auffallend oft. Der damalige niedersächsische Ministerpräsident Christian Wulff erstreckte den Kampf ums Moin auch darauf, dass die Rechtschreibprüfung von Microsoft Office Moin endlich aufnähme.
Gemäß der Zeitung Die Welt von 2004 finden sich „die plattdeutschen Grußformeln Moin und Moin, Moin … nach einer mehrjährigen Aufnahmeprozedur erstmals“ in der 23. Auflage des Rechtschreibdudens. Der seit der Rechtschreibreform nicht mehr verbindliche Duden Band 1 – Die deutsche Rechtschreibung in der 24. Auflage von 2006 führt als Lemma moin, moin!, Moin, Moin! und taxiert es als „norddeutsche Grußformel“ nebst Vermerk, dass oft auch nur moin oder Moin! geschrieben werde. Damit ist die Schreibung mit j nicht dudenkonform. Das Deutsche Universalwörterbuch des Dudenverlags führt in der 6. Auflage von 2007 moin [moin]; Moin [Moin] als Lemma. Das verbindliche amtliche Verzeichnis von 2006 und die nicht mehr gültige Revision von 2011 enthalten das Wort moin nicht.
Um das Wort „Moin“ im deutschen Sprachgebrauch zu erhalten, hat der private Bremer Radiosender Energy Bremen eine Wortpatenschaft beim „Verein deutsche Sprache“ für das Wort „Moin“ übernommen. Die Morgenshow des Senders wurde im August 2006 in „Moin!“ umbenannt. In Apenrade (Nordschleswig) ist der Privatsender Radio Mojn beheimatet, der überwiegend auf Dänisch sendet, aber auch deutschsprachige Programmteile ausstrahlt.
Moin.de ist ein Nachrichtenportal für Norddeutschland und MoinMoin Wiki eine auf PikiPiki basierende freie Wiki-Software. Die Frühstückssendung des Internetsenders Rocket Beans TV heißt #MoinMoin. Der Spiele-Podcast Insert moin trägt moin im Titel als Anspielung auf die Aufforderung Insert coin an älteren Spielautomaten.
Moin Moin ist des Weiteren der Name eines im niederdeutschen Raum bekannten Liedes der Gruppe Godewind, das 1980 auf der gleichnamigen Platte erschien sowie der Name eines Albums von Klaus und Klaus aus dem Jahre 1995; Moin! heißt ein Song der Gruppe Wise Guys, Mojn eines des dänischen Rappers L:Ron:Harald und Møjn heißt auch ein Musikstück des dänischen Filmmusikkomponisten Mikael Simpson.

## Literarische Belege
Ältere literarische Belege sind kaum bekannt. Wenn auch der sprachartistisch auf Mundarten und alte Sprachtraditionen zurückgreifende Arno Holz nicht als Beleg für die Gemeinsprache herangezogen werden kann, zeigen doch seine Verwendungen die Sprachlust, die mit diesem Ausdruck in Verbindung gebracht werden kann. Hier eine Szene aus der Kritik am wilhelminischen Bildungsdrill im Traumulus:
LANDRAT in Pelz und Cylinder durch die Tür rechts. Moin, meine Herren!

MOLLWEIN. Moin, Herr Landrat!

MAJOR. Moin!

GOLDBAUM. Guten Morgen!

SANITÄTSRAT. Mahlzeit!